# Kurt Absolon

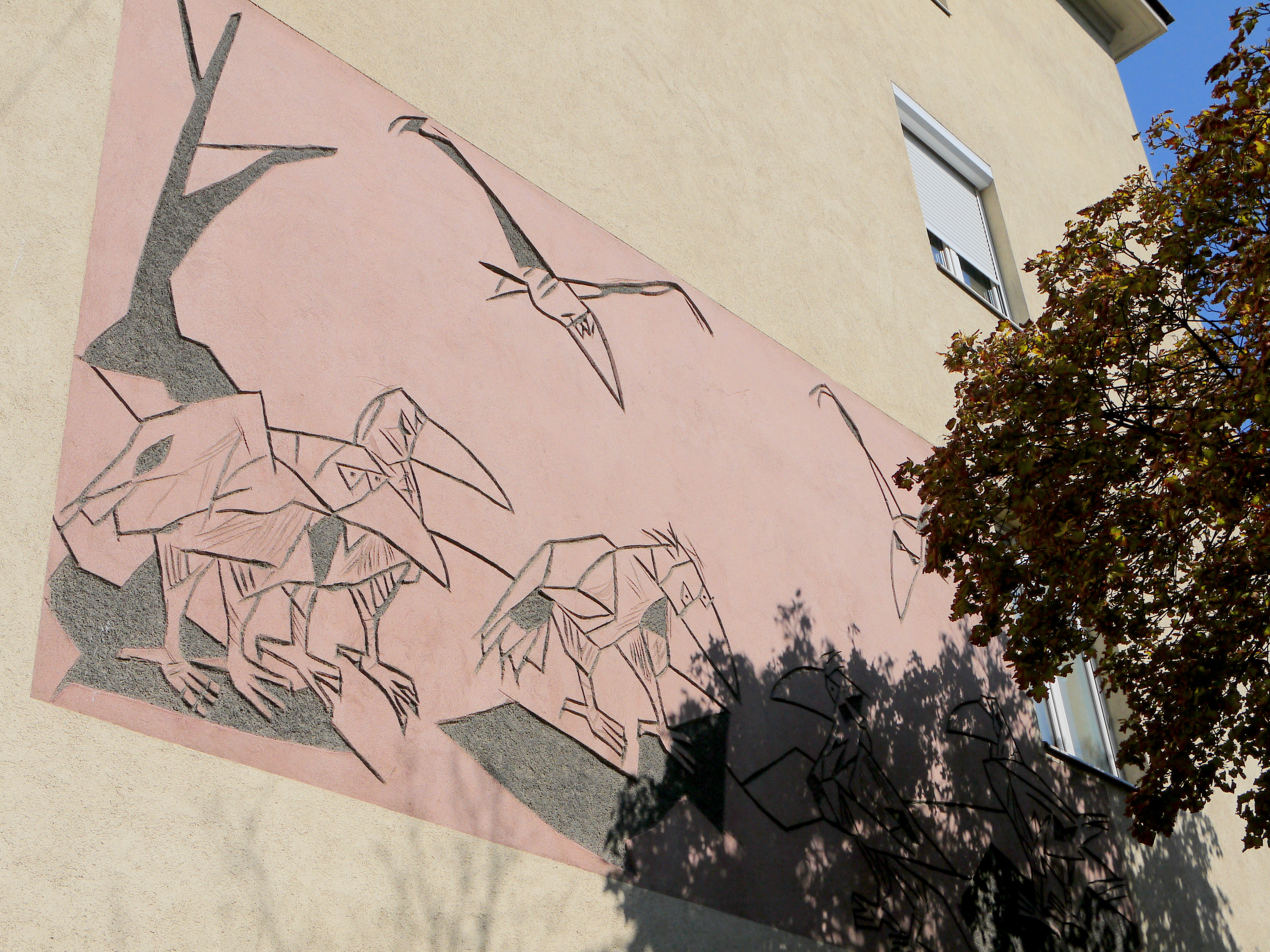
Sgraffito „Raben” (pol. kruk), Troststr. 18, Wiedeń

Kurt Absolon (ur. 28 lutego 1925 w Wiedniu, zm. 26 kwietnia 1958 w Wulkaprodersdorfie) – austriacki malarz i grafik.

## Życiorys
W latach 1945–49 studiował w Akademii Sztuk Pięknych w Wiedniu, m.in. u Robina Christiana Andersena (1890–1969). Uczył się również u Herberta Boeckla (1894–1966) i Alberta Parisa Gütersloha (1887–1973). Pierwsza wystawa jego prac odbyła się w 1952 roku w foyer wiedeńskiego domu koncertowego. Zginął w wypadku samochodowym w 1958 roku.

## Twórczość
- witraże w kościele w dzielnicy Erdberg[1]
- stiuki w kościele Matki Bożej w Lourdes w dzielnicy Meidling[1]
- sgraffito „Raben” (pol. kruk), dom mieszkalny przy Troststr. 18[1]
- cykle grafik[2]:
  - Sodom, Angst, 1950
  - Don Quichote, 1951
  - Passionszyklus, 1957

## Nagrody
- 1955 – Theodor-Körner-Preis[1]
- 1956 – nagroda finansowa miasta Wiednia[1]
- 1958 – nagroda finansowa miasta Wiednia[1]

## Upamiętnienie
W 1977 roku jego imieniem została nazwana ulica w wiedeńskiej dzielnicy Donaustadt.